# Löwen Entertainment

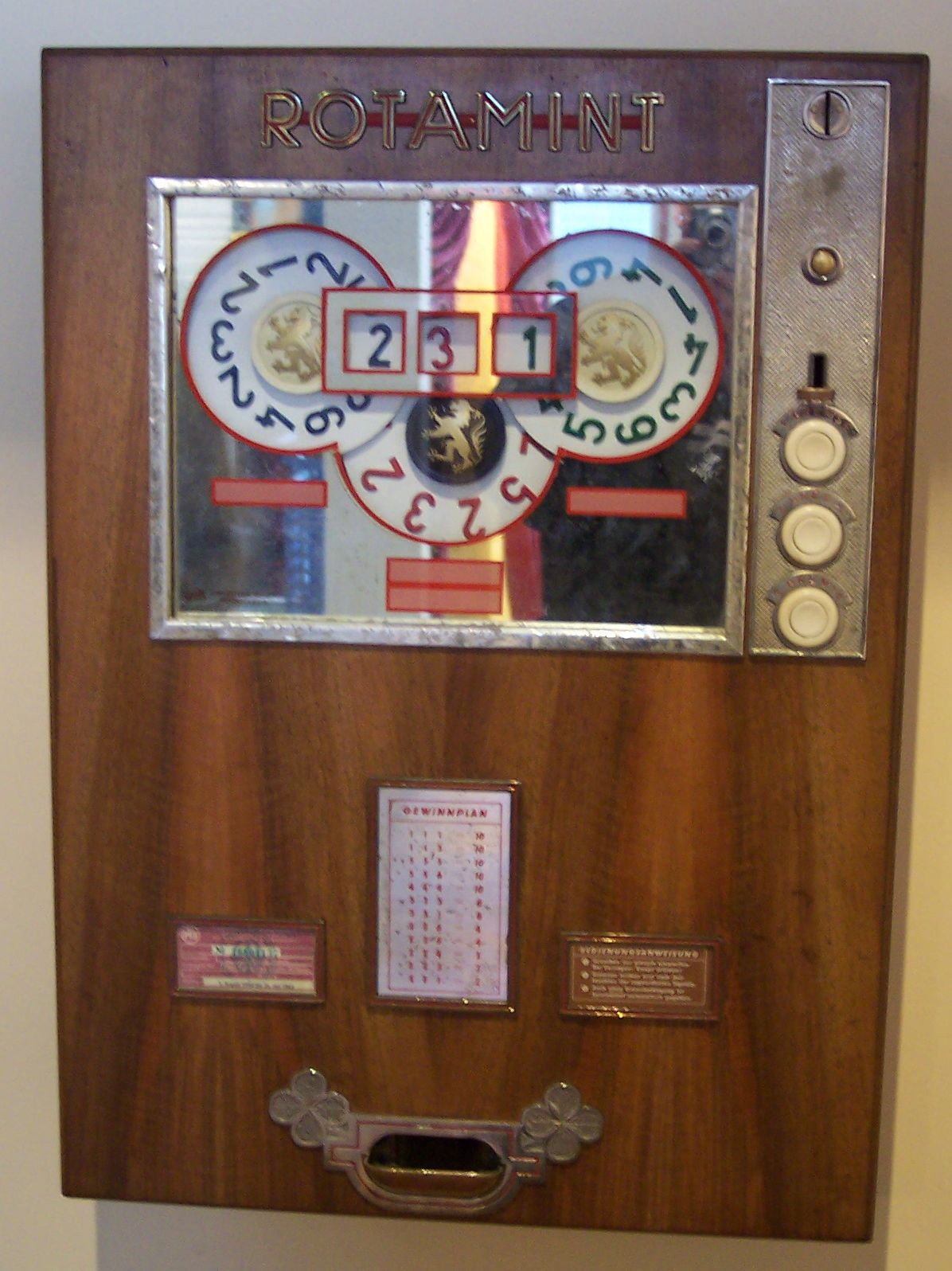
Spielautomat Rotamint aus den 50er Jahren

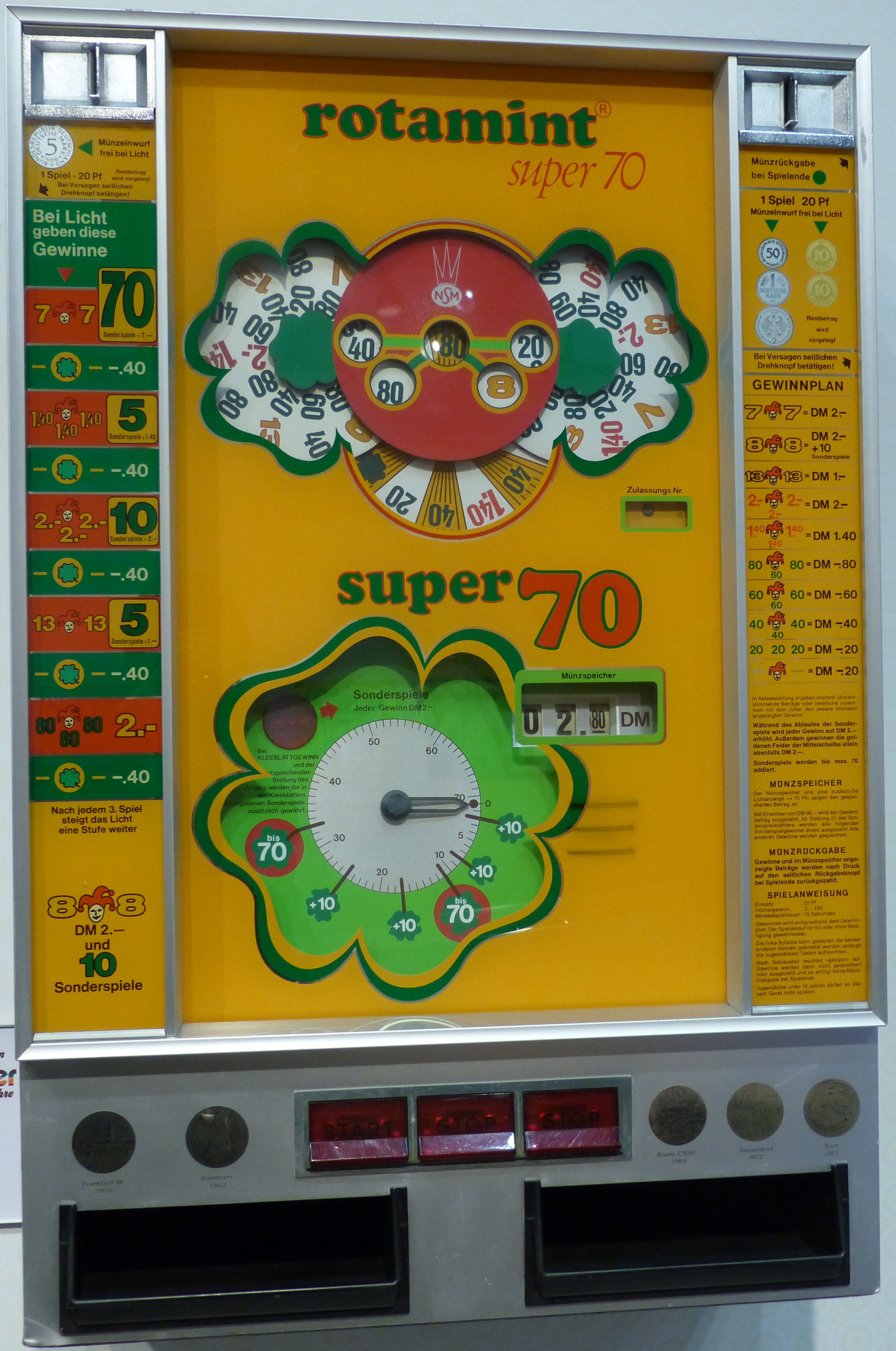
Spielautomat Rotamint super 70 (1974)

Löwen Entertainment GmbH ist ein deutscher Hersteller von Geldspielgeräten mit Sitz und Produktion in Bingen am Rhein, einem Standort in Rellingen und Hamburg sowie sieben weiteren bundesweiten Niederlassungen. Das Unternehmen beschäftigt ca. 800 Mitarbeiter und ist damit einer der größten gewerblichen Arbeitgeber in der Region Mainz-Bingen. Der Umsatz der Unternehmensgruppe betrug 2023 rund 340,7 Mio. Euro. Seit Herbst 2003 gehört Löwen Entertainment GmbH zum österreichischen Novomatic-Konzern, welcher im Jahr 2023 mit ca. 25.300 Mitarbeitern einen Umsatz von 3,2 Milliarden Euro erwirtschaftete.

## Geschäftsbereiche
Das Kerngeschäft von Löwen Entertainment umfasst die Entwicklung, Produktion und Vermietung von Geldspielgeräten. Neben den bekannten und in der Spielhalle wie in der Gastronomie verbreiteten Video-Multigamblern ist Löwen Marktführer bei den Electronic Darts. Daneben bietet das Unternehmen mit dem Löwen Soccer einen Turnier-Kicker an, der beispielsweise beim bundesweiten Asbach Kicker Cup 2008 eingesetzt wurde.
In der Vergangenheit war das Unternehmen auch als Hersteller von Musikautomaten bekannt. Dieser Geschäftsbereich wurde 2001 im Zuge der damaligen Umstrukturierung und der damit verbundenen Konzentration auf das heutige Kerngeschäft Geldgewinnspiel, Sportautomaten sowie technische Lösungen und Zubehör für Automatenaufsteller abgegeben und firmiert heute als NSM Music.
Der Bereich Spielstätten wurde im gleichen Jahr verkauft und firmiert nun eigenständig als Löwen Play. Weitere Geschäftsbereiche sind Geldwechselautomaten sowie Vernetzungslösungen.

## Unternehmensgeschichte

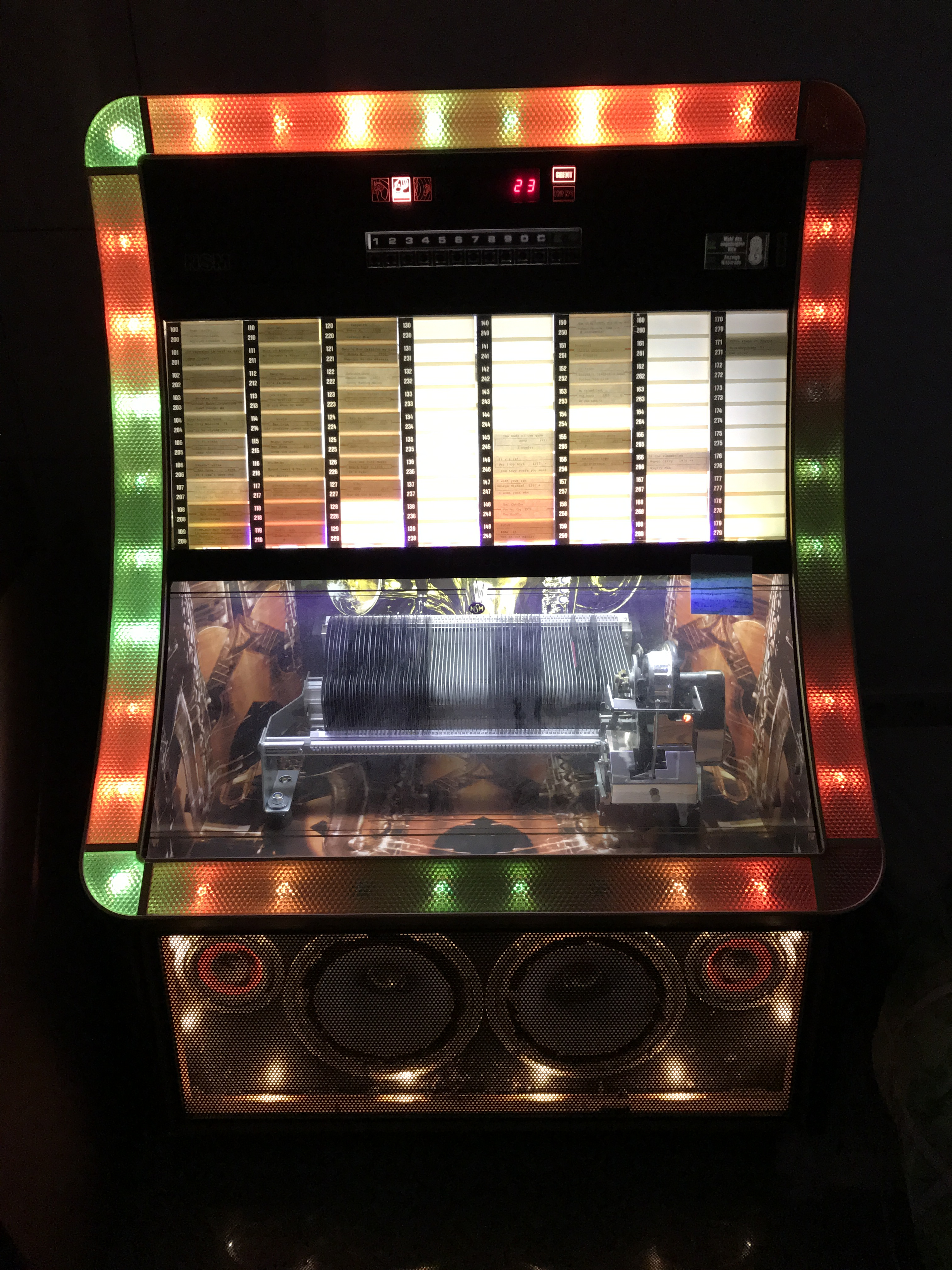
Musikbox NSM Prestige ES II-O

NSM-Löwen wurde 1949 in Braunschweig von den Unternehmern Nack, Schulze und Menke gegründet. Als Emblem der Firma wurde der Löwe, das Wappentier der Stadt Braunschweig, gewählt. 1952 begann die Fertigung des ersten Automaten ersten Automaten namens „ROTAMINT“, von dem mehr als 25.000 Stück verkauft wurden. Im selben Jahr wurde die Schwestergesellschaft NSM als Produktionsstätte für eigene Musikboxen gegründet. Die Produktion begann 1956 mit dem Modell Fanfare 60. Neben den NSM-Musikboxen importierte und vertrieb Löwen-Automaten auch Seeburg-Musikboxen aus den USA.
1954 wurde mit dem Bau des heutigen Werkes in Bingen begonnen. 1977 wurde mit dem „MINT“ das weltweit erste elektronisch gesteuerte Geldspielgerät eingeführt. 1984 fusionierten die Unternehmen Löwen Entertainment und NSM Apparatebau zu einem gemeinsamen Unternehmen, das 1990 in NSM-Löwen AG umbenannt wurde. Im Jahr 2003 wurde das Unternehmen von der Novomatic-Gruppe übernommen und änderte daraufhin seinen Namen zu Löwen Entertainment. Im Jahr 2008 erreichte Löwen Entertainment die Marktführerschaft im Bereich der Multigamer-Geräte.
Vorsitzender des Aufsichtsrats ist seit dem 1. Mai 2021 der ehemalige Geschäftsführer von NSM Löwen Entertainment Uwe Christiansen, er übernimmt dieses Amt von seinem Vorgänger Harald Neumann, welcher seine Ämter zum 30. April 2021 niederlegte.

## Spielerschutz im Glücksspiel
Das Unternehmen Löwen Entertainment ist aktiv im Bereich des Spieler- und Jugendschutzes im Glücksspiel. Gemeinsam mit Partnern aus der Branche gründete die LÖWEN-Gruppe 2016 die unabhängige Gesellschaft für Spielerschutz und Prävention (GSP). 2019 wurde das Unternehmen für die Qualität des Jugend- und Spielerschutzes mit dem internationalen Zertifikat der Global Gambling Guidance Group (G4) ausgezeichnet. 2021 wurde das Unternehmen entsprechend rezertifiziert. Im Jahr 2024 erfolgte die weitere Zertifizierung mit Sicht auf die hohen Spielerschutzstandards.

## Sponsoring
Löwen Entertainment engagiert sich im Raum Bingen aktiv im Bereich Sponsoring und unterstützt regionale Vereine, soziale Projekte und Initiativen. Zu den geförderten Organisationen zählen unter anderem der Malteser Hilfsdienst e.V. Bingen sowie die Obdachloseninitiative Rheinland-Pfalz – Binger Tafel e.V.
Löwen Entertainment unterstützt seit einigen Jahren als Premium-Partner nun mit seiner Dachmarke Novoline den Zweitligisten SV 07 Elversberg und ist seit 2024 mit der Dachmarke Novoline Hauptsponsor des 1. FC Kaiserslautern.